# 林達夫
林 達夫（はやし たつお、1896年11月20日 - 1984年4月25日）は、日本の思想家、評論家。
西洋精神史、文化史、文明史にわたる著作が多い。

## 経歴
1896年、東京生まれ。父曾登吉は外交官で、アメリカ・シアトル領事館赴任に伴い2歳から6歳までシアトルで過ごした。1902年に帰国。1904年、父のインド・ボンベイ領事館赴任に伴い福井市の親戚に預けられる。
1908年、両親が帰国、同年福井県立師範学校附属小学校に転入学したときは、当時は稀な帰国子女で外人姿の変な子供と見られ、相当ないじめを受けた。やがて京都市立錦林小学校に転校、1911年、京都府立第一中学校（現：京都府立洛北高等学校・附属中学校）に進んだが、芝居や音楽に熱中して1916年に入学した第一高等学校第一部丙類を中退。一高時代の同級生に東洋哲学研究で名を成した安岡正篤や作家の芹沢光治良がいる。1919年、京都帝国大学文学部哲学科（選科）に入学。西田幾多郎、深田康算らに学んだ。専攻は、美学および美術史。卒業論文は「希臘悲劇の起源」であった。当時からの友人に三木清と谷川徹三がいる。
1922年3月に卒業、1924年4月に東洋大学文化科教授に就き、西洋文化史を担当した。津田英学塾（津田塾大学）講師、法政大学予科英語講師（1934年4月から法政大学文学部講師でフランス哲学と宗教学を担当）も兼ね、教鞭をとる傍ら1927年夏頃から岩波の月刊『思想』、1928年2月から1929年4月まで三木清・羽仁五郎とともに『岩波講座 世界思潮』の編集にも携わった。なお法政大学哲学科には、三木・谷川と、金子武蔵（ドイツ哲学者）、田中美知太郎（西洋古典学者）がいた。
1931年、ソヴェート友の会が結成し出版部長となる。1932年、唯物論研究会が結成され、戸坂潤らと幹事の一人となる。
「百科全書派」の学者として特に仏語学に秀で、この時期に岩波書店で出版したフランス古典文学研究の訳書の誤訳を、逐一批判し絶版・改訳版刊行に至ったこともある。
1933年8月、写真家集団日本工房の顧問、1939年4月立教大学文学部講師（アメリカ史）、1938年、昭和研究会内の文化研究会にオブザーヴァーとして参加。1941年、東方社理事となり、1943年3月、東方社理事長となった（雑誌『FRONT』を参照、1990年に平凡社で復刻）。
第二次世界大戦末期より、隣家の邦枝完二や親交のあった長谷川巳之吉らと協力して藤沢市鵠沼在住の文化人から蔵書の提供を受け、貸本屋「湘南文庫」を開設したり、文化人を講師に「鵠沼夏期自由大学」を開催、芥川比呂志らによる演劇公演をするなど、地方文化の振興に尽くした。
1945年11月、中央公論社理事および出版局長（のち顧問）。他に創業間もない角川書店の編集顧問を短期間勤め『表現』の編集にあたった。1946年、鎌倉大学校（のち鎌倉アカデミア）に招かれ、文芸学、西洋文化史を教え、文学科長も務めたが4年半後に解散した。1949年5月、日英交流のための文化団体、あるびよん・くらぶを全25名の発起人により創立、会誌『あるびよん』の編集者代表となる
。「共産主義的人間」（『文藝春秋』1951年4月号に発表）で、フルシチョフによるスターリン批判（1956年）に先駆け、共産主義批判を行った。
1949年、明治大学文学部講師、1956年、明治大学文学部教授兼大学院文芸科教授。1963年、明治大学文学部教授兼大学院文芸科講師。
1951年4月、平凡社の幹部編集者として、『児童百科事典』・『哲学辞典』の企画編集に携わると共に、1954年、『世界大百科事典』の編集責任者となった。1958年に完結すると共に一線を退き、平凡社顧問となった。
1973年、長年にわたる西洋精神史の研究著述などを評価され、朝日文化賞（人文・社会科学部門）を受賞。「書かざる学者」との異名をとり、大江健三郎、山口昌男、中村雄二郎、高階秀爾などが師事した。
ファーブル『昆虫記』、ヴォルテール『哲学書簡』、アンリ・ベルクソン『笑い』などを訳した。老衰により藤沢市鵠沼桜が岡の自宅で没した。
蔵書は明治大学に所蔵され、1991年に『明治大学図書館所蔵　林達夫文庫目録 （和書・洋書）』が発行された。

## 家族・親族
- 父：曾登吉（福井県または京都府士族。東京帝国大学博言学科卒。在外日本領事館書記官）、母はこいわ。曾登吉のタコマ領事官時代の家として、1903年築のアメリカ・フォースクエア様式の家（20世紀初頭にアメリカで流行った真四角の住宅）は、ワシントン州タコマ市 (819 North J St) [3]（ただし曾登吉は1901年の領事館移転に伴いシアトルに赴任、翌年帰国している[4]）に現存する。
- 妻：芳は、一高の先輩高瀬弥一の末妹。1922年9月26日に高瀬芳と結婚し、神奈川県鵠沼（現：藤沢市鵠沼松が岡2丁目）に新居を構えた。なお長姉の高瀬照は和辻哲郎夫人である。1923年9月の関東大震災で被災し、しばらくは鵠沼川袋の芳の実家の離れに居住する。1937年、鵠沼に古民家を移築・改造した英国農家風の自宅を構え終生在住。庭園造りなどを楽しんだ。
- 長男：林巳奈夫（リンク先参照）は、中国考古学者で京都大学人文科学研究所教授を務めた。次男林杲之介（1927年 - ）は図書館学者である。
- 実弟：林三郎（1904年 - 1998年）はボンベイで生まれた、戦前は帝国陸軍大佐（最終階級）で対ソ連情報参謀、終戦時には阿南惟幾陸軍大臣の秘書官を務めた。著書に『太平洋戦争陸戦概史』（岩波新書、1951年）、『関東軍と極東ソ連軍―ある対ソ情報参謀の覚書』と『参謀教育―メッケルと日本陸軍』（各・芙蓉書房）がある。

## 著作
- 『文藝復興』（小山書店、1933年、再版1942年）[注釈 16]。中公文庫、1981年（解説大岡信）
- 『ルソー』（「大教育家文庫14」岩波書店、1936年、復刊1984年）。第三文明社〈レグルス文庫〉、1991年（解説高橋英夫）
- 『思想の運命』（岩波書店、1939年）[注釈 17]。中公文庫、1979年（解説大江健三郎）
- 『歴史の暮方』（筑摩書房、1946年）。中公文庫、1974年（解説五木寛之）
- 『共産主義的人間』（月曜書房、1951年）。中公文庫、1973年（解説庄司薫）
- 『反語的精神』（筑摩書房〈現代日本評論選 第8巻〉、1954年）- 旧著からの選集
- 『歴史の暮方 新編 林達夫評論集』（筑摩書房<筑摩叢書>、1968年、復刊1984年）- 戦後に著した論考を増補
- 『林達夫著作集』（全6巻[注釈 18]：平凡社、1971-72年）- 久野収・花田清輝編、毎日出版文化賞特別賞、朝日賞[5]受賞

1 芸術へのチチェローネ、2 精神史への探究、3 無神論としての唯物論
4 批評の弁証法、5 政治のフォークロア、6 書籍の周囲
- 『林達夫集 近代日本思想大系26』（筑摩書房、1974年）- 山口昌男[注釈 19]編・解説、高橋英夫[注釈 20]解説
- 『林達夫評論集』（岩波文庫、1982年、中川久定編・解説）
- 『林達夫著作集 別巻1 書簡集』（平凡社、1987年）- 別巻は本巻のみ、22歳から最晩年まで収録
- 『林達夫セレクション』（全3巻：平凡社ライブラリー、2000年、鶴見俊輔監修）

1 反語的精神（解説池澤夏樹）、2 文芸復興（解説菅野昭正）、3 精神史（解説四方田犬彦）
- 『歴史の暮方 共産主義的人間』（中央公論新社<中公クラシックス>、2005年、中川久定解説）
- 『林達夫芸術論集』（講談社文芸文庫、2009年、高橋英夫編・解説）

## 訳書
- 『イエス』 ウィルヘルム・ブセット（岩波書店、1923年／岩波文庫、1932年）- ヴィルヘルム・ブッセ 表記
- 『痴人の告白』 ストリントベルク（和辻哲郎共訳、岩波文庫、1924年）
- 『昆虫記』 ファーブル（山田吉彦と共訳、岩波文庫 旧版・全20巻、1930-1934年、復刊1977年）
  - 改版『ファーブル 昆虫記　完訳』 全10巻（岩波書店、1989-1990年／岩波文庫、1993年）
  - 『昆虫と暮らして』（岩波少年文庫、1956年、改版1988年ほか）、児童向け編訳版
- 『笑い』 ベルグソン（岩波文庫 改訳版 1976年、ワイド版1991年・新版2003年）。旧版表記は『笑』（初版1938年）
- 『哲学書簡（フランス語版）』 ヴォルテール（岩波文庫、1951年、復刊1977年／改訳版1980年、新版2004年）
- 『海の抒情』 エドゥアール・ブーバ（平凡社世界写真作家シリーズ、1957年）
- 『コミュニケーションの歴史』 ランスロット・ホグベン（寿岳文章・南博ほか共訳、岩波書店<岩波現代叢書>、1958年）
  - 『洞窟絵画から連載漫画へ－人間コミュニケーションの万華鏡』（共訳者による改訳・改題、岩波文庫、1979年）

## 編著・音声
- 平凡社『世界大百科事典』（「昆虫記」、「岩波文庫」の項目を執筆）
- 『哲学事典』（平凡社、1954年、改訂版1971年、新版1993年）

執筆も担当、ただし末尾に執筆者名の表示はなく、いずれの項目を林が執筆したかは明らかでない。
- 『林達夫 三つのドン・ファン カセットできく学芸諸家』（岩波書店、1988年11月）
  - 岩波文化講演会（1973年10月）での録音テープ